# Ellie Black
Elsabeth "Ellie" Black (Halifax, 8 de setembro de 1995) é uma ginasta canadaense que compete em provas de ginástica artística.
Nos Jogos Pan-Americanos de 2015 conquistou medalha de ouro na trave e no solo, e no individual geral. Foi medalha de prata em equipe e medalha de bronze no salto.